# Paglia Orba
Il monte Paglia Orba è uno dei monti più famosi della Corsica e la terza vetta dell'isola per altezza: è un massiccio isolato, e domina la costa ovest dell'isola; viene soprannominato il « Cervino corso » o anche la « Regina delle montagne corse ».

## Geologia

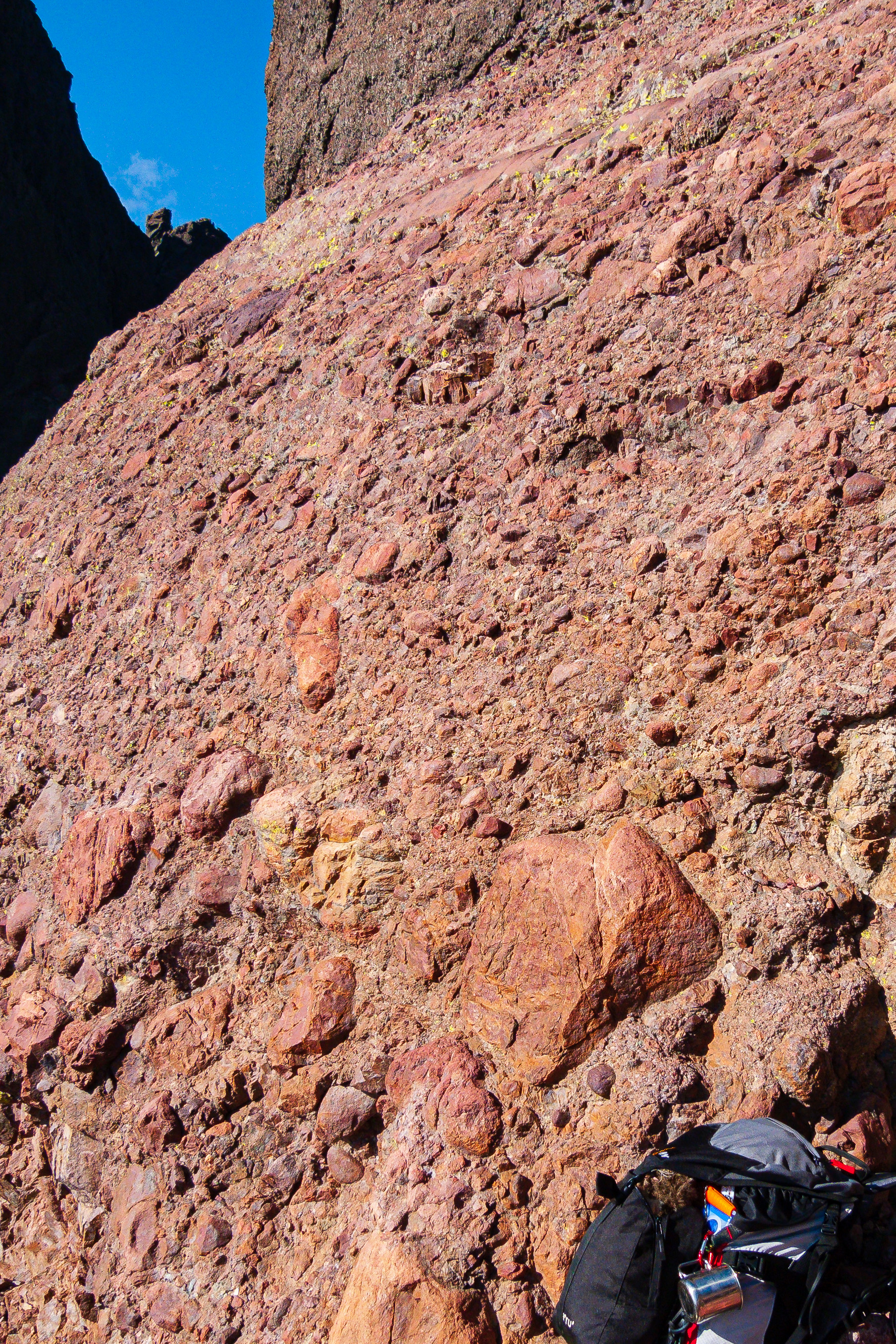
Conglomerati del permiano del Paglia Orba

Contrariamente alle montagne del massiccio del Monte Cinto, formate principalmente di rocce vulcaniche, sul Paglia Orba prevalgono il gres e i conglomerati (puddinga) i cui singoli elementi rocciosi superano a volte i metro cubo di volume.

## Geografia

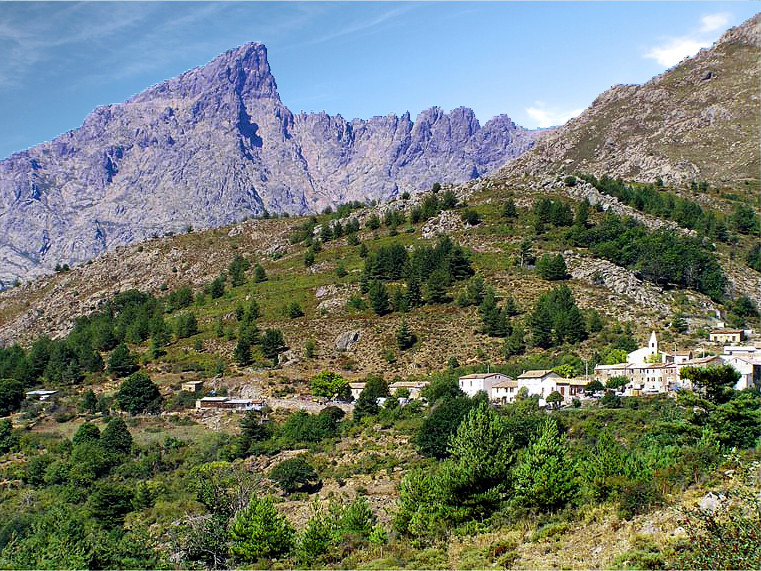
Calasima, il più alto villaggio della Corsica (1095 m), e il monte Paglia Orba

Con i suoi 2 525 metri d'altezza, il Paglia Orba si trova nel comune di Albertacce. È superato di circa 200 metri dal Monte Cinto. Il Golo, il fiume più importante della Corsica, nasce alle sue pendici.
Sui pendii a 1384 metri d'altezza, nasce il ruscello Orba nella foresta comunale di Albertacce, interamente di pino laricio.

### Visibilità

Il Paglia Orba (a sinistra) vista dalla diga di Calacuccia, inoltre è visibile il Monte Cinto

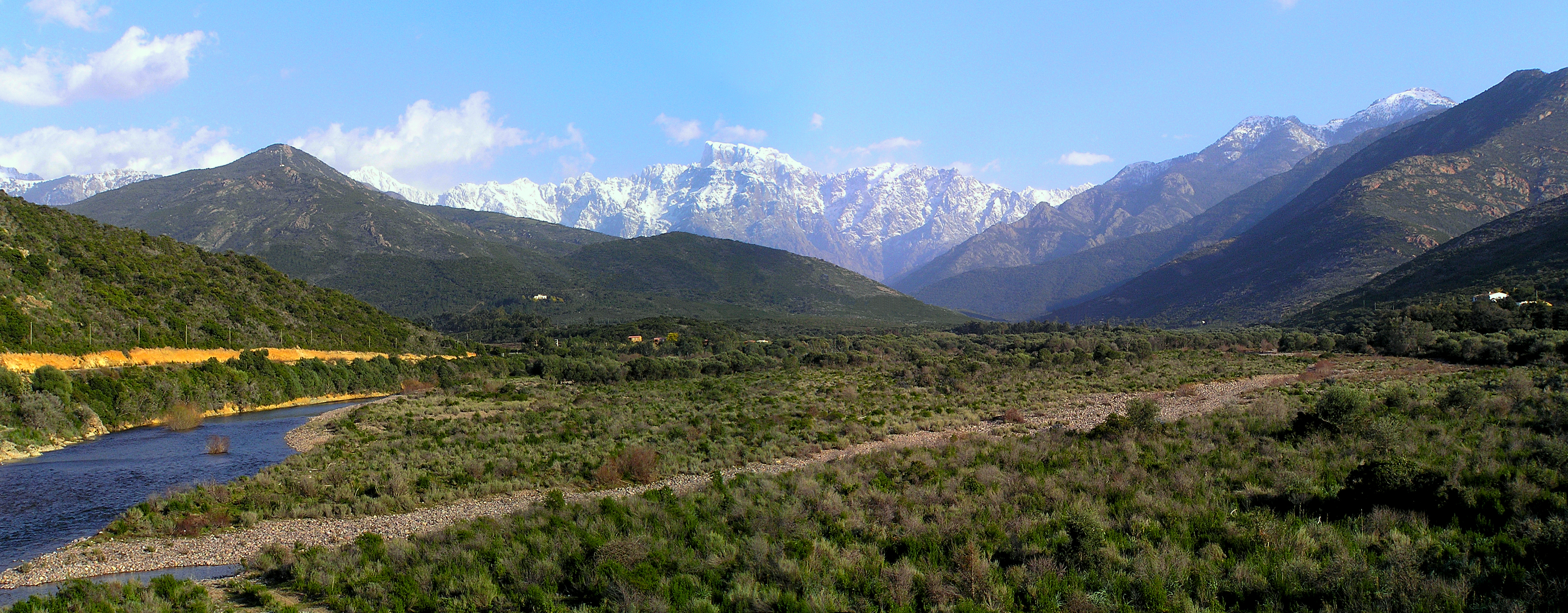
Il Paglia Orba visto dal Ponte delle 5 Arcate (D81) a Galeria

Il particolare profilo della vetta la sua posizione a dominio della costa occidentale la rendono agevolmente riconoscibile da grandissima distanza; in particolare dalla riviera ligure di Ponente e dalla Costa Azzurra nelle giornate di sole più luminose e terse, specialmente nella stagione invernale, meno condizionata da foschie ed evaporazione, quando le vette delle montagne corse emergono oltre la linea dell'orizzonte.

## Punti di appoggio
- Refuge de Ciottulu di i Mori (1991 m).
- Refuge Ballone Vallone Calasina, rifugio nei pressi del Paglia Orba